# World Conservation Strategy

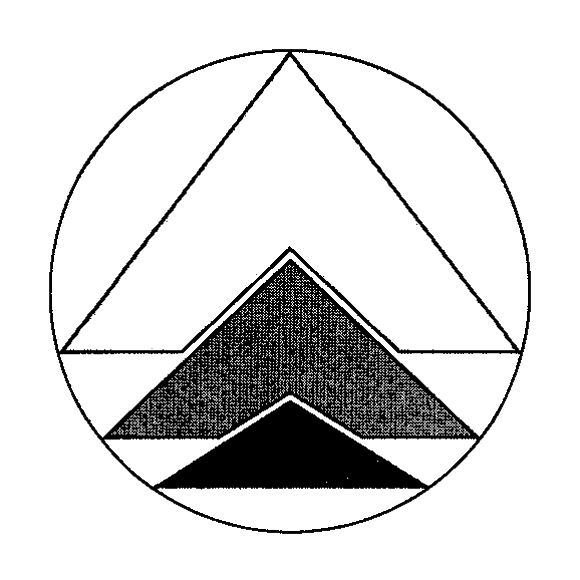
Logo der Studie

Die World Conservation Strategy (WCS) (deutsch: Welt-Naturschutz-Strategie) ist eine von der International Union for Conservation of Nature and Natural Resources (IUCN) in enger Kooperation mit dem United Nations Environment Programme (UNEP) und dem World Wide Fund for Nature (WWF) entwickelten Strategie zur Durchführung eines weltweiten Natur- und Artenschutzes.
Das Strategiepapier wurde von der UNEP in Auftrag gegeben und zusammen mit dem WWF finanziert. Der letzte Entwurf des 77-seitigen Papiers wurde der UNEP, dem WWF und auch der Food and Agriculture Organization of the United Nations (FAO) und der United Nations Educational, Scientific and Cultural Organization (UNESCO) zur Begutachtung vorgelegt, mit signifikanten Beiträgen versehen und in seiner endgültigen Form 1980 veröffentlicht.
Zu der Studie, die gleichzeitig in 34 Hauptstädten der Welt der Öffentlichkeit vorgestellt und allen Regierungen der Welt über die UN noch im selben Jahr zugestellt wurde, trugen rund 450 staatliche und unabhängige Organisationen aus über 100 Ländern und mehr als 700 Wissenschaftler aus unterschiedlichen und unabhängigen Kommissionen bei.

## Geschichte

### Vorgeschichte
Anfang der 70er Jahre prägten zwei Ereignisse die weltweite Diskussion über das Verhältnis von Ökologie und Ökonomie. Zum einen war es die 1972 veröffentlichte Studie The Limits to Growth, die im Auftrage des Club of Rome erstellt wurde. Diese Studie stellte, bei dem damaligen Wachstum der Weltbevölkerung, dem rasant ansteigenden Ressourcenverbrauch und der rapide zunehmenden Verschmutzung der Umwelt, ein anhaltendes wirtschaftliches Wachstum in Frage und verband dies auch mit der Frage über die Zukunft der Menschheit. Und zum anderen fand im Juni des gleichen Jahres die United Nations Conference on the Human Environment in Stockholm statt, die erste Konferenz ihrer Art, die die durch menschliche Aktivitäten erzeugten Umweltprobleme zum Thema gemacht hatte. Infolge dieser Konferenz wurde am 15. Dezember 1972 die United Nations Environment Programme (UNEP) gegründet.
Da diese beiden Ereignisse, inklusive der politischen Forderungen die aus ihnen resultierten, einer breiten internationalen Öffentlichkeit bekannt wurde und dadurch Umweltthemen erstmals auch öffentlich breit diskutiert wurden, kann das Jahr 1972 als Auftakt einer weltweiten Diskussion um Lösungsstrategien in Umweltfragen angesehen werden.
In diesem Kontext muss auch die Veröffentlichung der World Conservation Strategy im Jahre 1980 gesehen werden, die ihre Ziele:
1. wesentliche ökologische Prozesse und Lebenserhaltungssysteme aufrechtzuerhalten,
2. genetische Vielfalt zu erhalten und
3. die nachhaltige Nutzung von Arten und Ökosystemen sicherzustellen,

in ihrer Einleitung recht grob formulierte.

### Nachhaltige Entwicklung
Auch wenn der Ansatz einer nachhaltigen Entwicklung schon 1968 auf der Biosphere Conference in Paris diskutiert wurde, so wurde der Begriff Sustainable Development (deutsch: Nachhaltige Entwicklung), der mittlerweile in seiner englischen Version auch in deutschsprachigen Publikationen Einzug gefunden hat, mit der Studie World Conservation Strategy zum Lösungswort, unter dem alle Bemühungen menschliche Entwicklung umweltverträglicher zu gestalten, zusammengefasst werden konnten.
Zur Definition von Entwicklung und vor allem wann eine Entwicklung als nachhaltig bezeichnet werden kann, wurde in der Studie folgende Definition erstmals abgegeben:

“Development is defined here as: the modification of the biosphere and the application of human, financial, living and not-living resources to satisfy human needs and improve the quality of human life. For development to be sustainable it must take account of social and ecological factors, as well as economic ones; of the living and non-living resource base; and of the long term as well as the short term advantages and disadvantages of alternative actions.”

„Entwicklung wird hier definiert als: Die Veränderung der Biosphäre und der Gebrauch von menschlichen, finanziellen, lebenden und nicht lebenden Ressourcen um die menschlichen Bedürfnisse zu befriedigen und die Qualität des menschlichen Daseins zu verbessern. Um für eine Entwicklung nachhaltig zu sein, muss sie sowohl die ökonomischen, als auch die sozialen und ökologischen Faktoren, die Grundlage der lebenden und nicht lebenden Ressourcen, und die langfristigen und kurzfristigen Vorteile und Nachteile von alternativem Handeln berücksichtigen.“

In dem Brundtland-Bericht von 1987 wurde das Konzept des Sustainable Development dann neu definiert, bekam durch die Ratifizierung der Deklaration von Rio 1992 internationale Verbindlichkeit mit einer Art Grundrechtecharakter und bekam über die UN Commission on Sustainable Development (CSD) ein Kontrollorgan, welches den Fortschritt und die Einhaltung von Vereinbarungen von Rio in Bezug auf das Konzept der Nachhaltigen Entwicklung überwachen sollte.

### Reaktionen aus der Politik
Das Europäische Parlament unterstützte das Konzept bereits am 20. Mai 1980 in einer Entschließung einstimmig.

## Logo der Studie
Der Kreis symbolisiert die Biosphäre – die dünne Umhüllung des Planeten, der das Leben enthält und aufrechterhält. Die drei ineinandergreifenden und überlappenden Pfeile symbolisieren die drei Ziele des Naturschutzes, wie sie oben im Geschichtsteil beschrieben sind.

## Kurzfassung der Studie (Übersetzung)
Welt-Naturschutz-Strategie

Zusammenfassung

Die Welt-Naturschutz-Strategie ist dazu gedacht, eine fokussiertere Herangehensweise an die Handhabung lebender Ressourcen in Gang zu setzen und den drei im Folgenden aufgeführten Hauptgruppen politische Richtlinien zur Umsetzung zur Verfügung zu stellen:
- Regierungspolitiker und deren Berater;
- Umweltschützer und andere, sich direkt mit lebenden Ressourcen Befassende;
- Entwickler, inklusive Entwicklungsagenturen, Industrie und Handel, Gewerkschaften.

1. Die Welt-Naturschutz-Strategie will folgende drei Hauptziele zur Erhaltung der lebenden Ressourcen erreichen:
a. Essentielle ökologische Prozesse und Lebenserhaltungssysteme aufrechterhalten (Wiederaufbereitung und Schutz von Böden, Recycling von Nährstoffen, Wasseraufbereitung), von denen menschliches Überleben und Entwicklung abhängen;
b. Genetische Vielfalt erhalten (die Spannbreite des in sämtlichen Organismen der Welt zu findenden genetischen Materials), wovon das Funktionieren vieler der oben genannten Prozesse und Lebenserhaltungssysteme abhängt, die für den Schutz und die Optimierung kultivierter Pflanzen notwendigen Zuchtprogramme, domestizierte Tiere und Mikroorganismen, des Weiteren wissenschaftlicher und medizinischer Fortschritt, technische Innovation, und die Sicherheit der vielen, lebende Ressourcen verwendenden Industriebereiche;
c. Die umweltverträgliche Nutzung von Arten und Ökosystemen sichern (besonders Fische und andere wild lebende Tiere, Wälder und Weideland), die sowohl Millionen ländlicher Gemeinschaften als auch die wichtigen Industrien tragen.
2. Diese Ziele müssen als dringliche Angelegenheit erreicht werden, weil:
a. Die Kapazität der Erde zur Versorgung der Menschheit wird sowohl in den Industrie- als auch in den Entwicklungsländern unumkehrbar reduziert:
- Millionen Tonnen von Boden gehen auf Grund von Abholzung oder mangelhaftem Landmanagement jedes Jahr verloren;
- Mindestens 3000 km² erstklassigen Ackerlandes verschwinden allein in den Industrieländern jedes Jahr unter Gebäuden und Straßen;
b. Hunderte Millionen Menschen der Landbevölkerung in den Entwicklungsländern, inklusive 500 Millionen schlecht ernährte und 800 Millionen verarmte, sind zur Vernichtung von Ressourcen gezwungen, um sich vor dem Verhungern und vor Armut zu schützen:
- Durch das Verbreitern von Landstreifen um ihre Dörfer, raubt die verarmte Landbevölkerung dem Land Bäume und Buschwerk für Brennmaterial, so dass inzwischen viele Dorfgemeinschaften nicht mehr über genügend Holz zum Kochen oder Heizen verfügen;
- Die verarmte Landbevölkerung ist dazu gezwungen, jedes Jahr 400 Millionen Tonnen von Dung und Ernterückständen zu verbrennen, die eigentlich dringend zur Regenerierung der Böden benötigt würden;
c. Der Energieaufwand, die finanziellen und anderen Kosten zur Bereitstellung von Gütern und Dienstleistungen ansteigen:
- In der ganzen Welt, aber vor allem in den Entwicklungsländern, verringert die aktuelle Situation die Lebensdauer von Wasservorratshaltung und Wasserkraft, oftmals sogar um die Hälfte;
- Dazu gehören auch die Ausgleichszahlungen bei Überflutungen und Missernten (so betragen zum Beispiel in Indien die jährlichen Flutkosten von $140 Millionen bis zu $750 Millionen);
d. Die Ressourcen der wichtigsten Industriebereiche schrumpfen:
- Die tropischen Regenwälder schrumpfen so schnell, dass bis zum Ende dieses Jahrhunderts der verbleibende Bereich eines intakten Waldes halbiert sein wird;
- Die Unterstützungssysteme der Küstenfischerei zerstört oder in Mitleidenschaft gezogen werden (in den USA betragen die jährlichen ruhenden Verluste geschätzte $86 Millionen);
3. Die Haupthindernisse beim Erreichen des Naturschutzes sind Folgende:
a. Der Glaube, dass Umwelterhaltung ein begrenzter Bereich ist, im Gegensatz zu der Erkenntnis, dass dies ein grenzüberschreitender, von allen Bereichen zu berücksichtigender Prozess ist;
b. Das folgerichtige Versagen der Integration von Naturschutz in die Entwicklung;
c. Ein oftmals unflexibler und unnötig destruktiver Entwicklungsprozess, auf Grund von Unzulänglichkeiten in der Umweltplanung, dem Fehlen von vernünftigen Verteilungsansätzen und einer übertriebenen Betonung von Kurzzeitinteressen im Gegensatz zu langfristigen Interessen;
d. Das Fehlen von Erhaltungsmöglichkeiten, auf Grund unzulänglicher Gesetzgebung und fehlender Durchsetzung; mangelhafte Organisation (vor allem Behörden mit unzureichender Vollmacht und fehlerhafter Koordination); das Fehlen geschulten Personals; das Fehlen grundlegender Information zu Prioritäten, zu produktiven und generativen Kapazitäten der lebenden Ressourcen, und zu den Abstimmungen zwischen einer Managementoption und einer anderen;
e. Die mangelnde Unterstützung beim Naturschutz, aufgrund des fehlenden Bewusstseins (anders als in anderen, oberflächlicheren Bereichen) bezüglich der Vorteile der Umwelterhaltung bei denen, die eine Wirkung auf die lebenden Ressourcen ausüben, inklusive in vielen Fällen Regierungen;
f.  Das Scheitern, auf Naturschutz basierende Entwicklungsprojekte zu fördern, vor allem in den ländlichen Regionen der Entwicklungsländer.
4. Daher sieht die Welt-Naturschutz-Strategie Folgendes vor:
a. Sie definiert die Erhaltung der lebenden Ressourcen und erläutert ihre Ziele, ihren Beitrag zum Überleben der Menschheit und die Haupthindernisse des Erreichens (Abschnitt 1–4);
b. Sie definiert die Haupterfordernisse zum Erreichen eines jeden Zieles (Abschnitt 5–7);
c. Sie schlägt nationale und subnationale Strategien zum Erreichen der Haupterfordenisse vor, beschreibt die Rahmenbedingungen und Prinzipien dieser Strategien (Abschnitt 8);
d. Sie empfiehlt vorausschauende Umweltpolitik, eine bereichsübergreifende Naturschutzspolitik und ein erweitertes System nationaler Berücksichtigung dieser Problematik zur Einbindung des Naturschutzes in die Entwicklung auf der Gesetzgebungsebene (Abschnitt 9);
e. Sie schlägt eine integrierte Methode zur Bewertung der Land- und Wasserressourcen, ergänzt durch umweltberücksichtigende Beurteilungen als Mittel zur Verbesserung umweltplanerischer Maßnahmen vor; und skizziert eine Vorgehensweise für eine vernünftige Einteilung der Land- und Wassernutzung (Abschnitt 10);
f. Sie empfiehlt eine Überprüfung der Gesetzgebung bezüglich lebender Ressourcen; schlägt allgemeine Prinzipien zur Organisation innerhalb einer Regierung vor, besonders Möglichkeiten zur Optimierung der Organisationskapazitäten zur Erhaltung des Bodens und der lebenden Ressourcen des Meeres (Abschnitt 11);
g. Sie schlägt Wege zur Erhöhung der Anzahl von Fachkräften vor, und ebenfalls eine mehr managementorientierte Forschung und forschungsorientiertes Management, so dass die am dringendsten benötigten Basisinformationen schneller zur Verfügung gestellt werden (Abschnitt 12);
h. Sie empfiehlt eine größere Anteilnahme der Öffentlichkeit bei der Planung und Entscheidung bezüglich der Nutzung lebender Ressourcen; und schlägt umweltorientierte Erziehungsprogramme und Kampagnen vor, um die Unterstützung für den Naturschutz aufzubauen (Abschnitt 14).
5. Zusätzlich empfiehlt die Strategie internationales Handeln zur Förderung, Unterstützung und (wo es notwendig erscheint) Koordinierung nationalen Handelns. Insbesondere wird auf die folgenden Notwendigkeiten hingewiesen:
a. Ein stärkeres, übergreifenderes internationales Gesetz zur Umwelterhaltung, und gesteigerte Entwicklungsunterstützung zur Erhaltung lebender Ressourcen (Abschnitt 15);
b. Internationale Programme zur Förderung notwendiger Aktionen zur Erhaltung tropischer Wälder und Trockengebiete (Abschnitt 16), und zur Erhaltung der globalen "Gemeineigentümer" – der Weltmeere, der Erdatmosphäre, und der Antarktis (Abschnitt 18);
c. Regionale Strategien zur Verbesserung des Erhaltes gemeinsam benutzter lebender Ressourcen, besonders bezüglich internationaler Flussgebiete und Meere (Abschnitt 19).
6. Die Welt-Naturschutz-Strategie endet mit einer Zusammenfassung der Hauptanforderungen für eine nachhaltige Entwicklung, dabei werden die Prioritäten des Naturschutzes für die dritte Entwicklungsdekade (Abschnitt 20) genannt.
Anmerkung: Alle in Fettdruck hervorgehobenen Textstellen sind sinngemäß aus dem Original übernommen worden.

## Kritik
Die grundsätzliche Kritik an der World-Conservation-Strategy ist, sowie auch an allen folgenden Papieren, Vereinbarungen und Congressen, bei denen es um Nachhaltige Entwicklung ging, dass der Schutz der Natur am Wohl der menschlichen Entwicklung gekoppelt wurde.
Mit dem Konzept wurde durch die Definition von "Sustainable Development" der Nachhaltigkeit eine neue Bedeutung gegeben. Während vorher mit „nachhaltig“ die Erhaltung der Naturressourcen gemeint war, so stand nun die menschliche Entwicklung im Fokus und galt erhalten zu werden, denn es wurde klar, dass durch Ressourcenverschwendung und Vernichtung von Ressourcen auch die menschliche Entwicklung in Gefahr war. Anstelle der Sorge um die Natur galt jetzt die Sorge um die Entwicklung und die Natur wurde zum kritischen Faktor darin.
Eine weitere Kritik, die sich aber erst in den späteren Jahren durchsetzte, war, dass der Begriff "Sustainable Development" und alle Deutungen dazu wenig konkret gefasst sind und heute fast alles darunter zusammengefasst werden kann und auch wird.